# Walckenaeria vigilax
Walckenaeria vigilax là một loài nhện trong họ Linyphiidae. Chúng được John Blackwall miêu tả năm 1853.